# Полибол

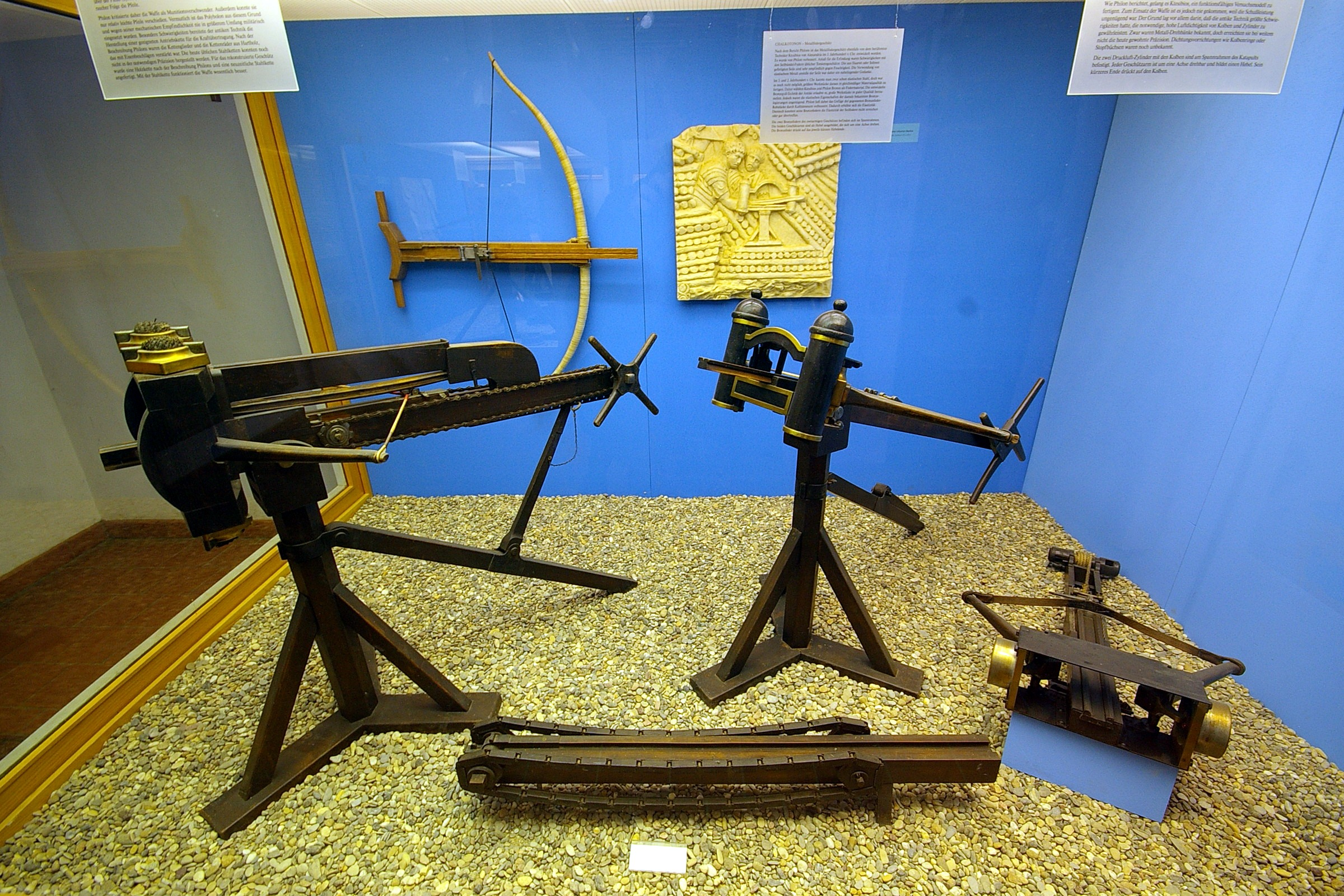
Древняя механическая артиллерия в музее крепости Заальбург, Германия; слева: полиболы реконструированы немецким инженером Эрвином Шраммом (1856—1935)

Полибол (греч. πολύς — много, и греч. βάλλω — бросать, метать) — скорострельная баллиста, изобретённая александрийским инженером Дионисием в III веке до н. э.
В этой метательной машине по сравнению с баллистой присутствуют две оригинальных детали: механизм для подачи стрел, примерно такой же, как в арбалете чо-ко-ну, и зубчатое колесо, взводящее тетиву (нередко его изобретение ошибочно приписывают Леонардо да Винчи).
Орудие обладало сравнительно небольшой мощностью и было сложно в техническом исполнении, потому не получило широкого распространения.